# Сиз-Болозон
Виадуктът „Сиз-Болозон“ (на френски: Viaduc de Cize-Bolozon) е мост в източна Франция, между селата Болозон и Корвесиа в департамента Ен, пресичащ река Ен.
Мостът е с дължина 273 m и има 11 сводови отвора. Има 2 пътни нива – по-ниско пътно и железопътно на височина 73 m, по което преминава железопътната линия О Бюже.
Първоначално е построен през 1872-1875 година. През 1944 година е разрушен от френски партизани, но след края на Втората световна война е възстановен в първоначалния му вид с труда на германски военнопленници.